# Hulayla
L'illa d'Hulayla és una illa de l'emirat de Ras al-Khaimah situada a uns 10 km al nord de Ras al-Khaimah (ciutat), just al nord-est de Ar-Ram i propera a la costa. La ciutat de Ar-Ram està enfront de la seva punta sud-oest i la vila d'Al-Hulayla està a la costa, a uns 2 km (la vila està situada al nord-est de Ar-Rams).
És una illa formada per una barrera d'arena sorgida fa vers uns dos mil anys amb una altura màxima reduïda amb vegetació helofítica resistent a la sal. Mesura uns 9 km de llarg i 1 km d'ample amb una superfície inferior a 10 km².
Hi ha evidencies d'ocupació datades al segle iii i des de llavors és continuada; vers el segle viii els habitants es van traslladar a la costa continental però sense abandonar del tot l'illa en la que ho van romandre alguns habitants o fou visitada estacionalment. Actualment no hi viu ningú.
És un lloc important per ocells marins (Larus sp. i sterna sp.). Encara que el govern estudia crear a l'illa una zona franca (al nord) els jaciments arqueològics seran conservats.